# Acción Regional Extremeña
Acción Regional Extremeña  (AREX) fue un partido político español fundado en noviembre de 1976. Su ámbito territorial se correspondía con la región de Extremadura.

## Historia
En su asamblea fundacional celebrada en Guadalupe (Cáceres) el 7 de noviembre de 1976, planteó su aspiración de constituirse como un partido definido por los caracteres de "autóctono, extremeño, independencia, regionalismo y socialdemocracia, rechazando tanto el sucursalismo de otros grupos o partidos nacionales, como los extremismos de cualquier signo". Según su declaración de principios, el partido "persigue la transformación de las estructuras sociales y políticas de Extremadura, acelerando su desarrollo económico, acortando las distancias entre sus hombres y potenciando la cultura diferenciada de sus tierras".
Su congreso fundacional tuvo lugar en Mérida (Badajoz) el 26 de marzo de 1977, resultando elegido secretario general del partido el entonces director general de Política Interior Enrique Sánchez de León. El partido quedó definido en sus estatutos como "un partido demócrata y social de actitud progresista y reivindicativa para la promoción integral de Extremadura".
En abril de 1977 se integró en la coalición Unión de Centro Democrático (UCD) liderada por Adolfo Suárez, con la que se presentaron a las elecciones generales de 1977. Sánchez de León encabezó la candidatura al Congreso de la coalición en la provincia de Badajoz, mientras que Juan Rovira Tarazona, otro de los dirigentes de AREX, encabezó la candidatura por Cáceres, siendo ambos elegidos diputados y sus candidaturas las más votadas en ambas provincias. Tras estas elecciones el presidente del gobierno Suárez nombró a Sánchez de León Ministro de Sanidad de España, cargo en el que permaneció durante toda la legislatura constituyente.
La desaparición formal de AREX tuvo lugar en octubre de 1978, cuando tras el I Congreso de la UCD, esta organización pasa de estar estructurada como coalición de partidos a convertirse en un partido unificado, integrando a todos los pequeños partidos que habían constituido la coalición. El 2 de noviembre de 1978 el partido fue disuelto formalmente.
En las elecciones generales de 1979 ambos dirigentes volvieron a encabezar las respectivas listas provinciales de la UCD, siendo nuevamente las candidaturas más votadas. Tras una nueva victoria electoral a nivel nacional, fue en esta ocasión Rovira Tarazona quien fue nombrado Ministro de Sanidad.
En 1980 un grupo antiguos militantes de AREX liderados por el senador Pedro Cañada Castillo abandonaron la UCD para constituir Extremadura Unida, partido que ha sido desde entonces el principal referente del regionalismo extremeño.